# Sigambra elegans
Sigambra elegans är en ringmaskart som beskrevs av Britaev och Saphronova 1981. Sigambra elegans ingår i släktet Sigambra och familjen Pilargidae. Inga underarter finns listade i Catalogue of Life.